# 4014 Heizman
4014 Heizman (1979 SG10) là một tiểu hành tinh nằm phía ngoài của vành đai chính được phát hiện ngày 28 tháng 9 năm 1979 bởi Chernykh, N. ở Nauchnyj.